# Bruckner Győző (kémikus)
Bruckner Győző (Késmárk, 1900. november 1. – Budapest, 1980. március 8.) Kossuth-díjas magyar kémikus, gyógyszervegyész, egyetemi tanár, a Magyar Tudományos Akadémia levelező (1946), majd rendes (1949) tagja. A 20. századi magyar szerves kémia tudományának kimagasló jelentőségű alakja, az analitikai kémia iskolateremtő egyénisége volt. 1938–1949 között a szegedi, 1949–1970 között a budapesti tudományegyetemeken folyó szerves kémiai kutatásokat irányította, az általa vezetett intézményeket szakterületének fontos tudományos műhelyeivé, központjaivá fejlesztette. A mikroanalitikai vizsgálatok magyarországi meghonosítása, a hazai peptidkémiai kutatások elindítása, számos gyógyhatású vegyület izolálása és szintetizálása fűződik a nevéhez. Bruckner Győző (1877–1962) jogtörténész, művelődéstörténész unokaöccse, Csűrös Karola nagybátyja.

## Életútja
Középiskolai tanulmányait szülővárosa líceumában végezte, amelynek matematikatanára és igazgatója édesapja, Bruckner Károly volt. 1919–1925 között a budapesti József Műegyetem hallgatója volt, vegyészmérnöki oklevelét 1925-ben szerezte meg. 1925–1926 között a szegedi Ferenc József Tudományegyetemen tanult kémiát, majd 1926-ban kinevezték az I. számú Vegytani (később Szerves és Gyógyszerészkémiai) Intézet tanársegédévé, ahol Széki Tibor mellett dolgozhatott. 1927–1928 között a berlini Collegium Hungaricum ösztöndíjával a Berlini Műszaki Egyetemen folytatott szerves kémiai tanulmányokat, Alexander Schönberg irányításával. Hazatérve még 1928-ban megvédte fizikokémiai tárgyú disszertációját (egyetlen nem szerves kémiai dolgozatát), és sub auspiciis gubernatoris, vagyis kormányzói kitüntetéssel megszerezte bölcsészdoktori oklevelét Szegeden, és folytatta az oktatómunkát a város egyetemén. 1929–1930 között módja nyílt a Nobel-díjas Fritz Pregl vezette grazi orvoskémiai intézetben mikroanalitikai biokémiai kutatásokat folytatni, 1930–1931 között illetve 1933–1934 között pedig belföldi kutatási ösztöndíjas volt.
1935-ben magántanári képesítést szerzett, s a szerves kémiai módszertan előadója lett a szegedi egyetemen, ezzel párhuzamosan egy évig, 1937–1938 között a város polgári iskolai tanárképző főiskoláján a kémiai tanszék vezetője volt. A szegedi egyetemen 1938-ban a szerves kémia nyilvános rendkívüli, 1940-ben nyilvános rendes tanárává nevezték ki. Egyidejűleg 1938-tól a Szerves és Gyógyszerészkémiai Intézet igazgatói tisztét is ellátta, 1948–1949 között a matematikai és természettudományi kar dékánja volt. Szegedi évei alatt Szent-Györgyi Albert közeli munkatársa volt.
1949-ben megvált szegedi katedrájától és intézetigazgatói székétől, s 1970-ig a budapesti egyetem szerves kémiai tanszékének vezetője, ezt követően 1973. évi nyugdíjazásáig egyetemi tanára volt. 1950 és 1970 között az általa szervezett MTA Peptidkémiai Tanszéki Kutatócsoport munkáját is vezette, 1970-től a kutatócsoport tudományos tanácsadója, 1973 után megbízott előadója volt. Mindeközben több gyógyszergyár munkáját segítette tudományos tanácsadói minőségben.

## Munkássága
Tudományos kutatásai a szerves kémián belül elsősorban a farmakológiailag aktív, gyógyhatású természetes szerves vegyületek vizsgálata területén jelentősek. Grazi tanulmányai alapján Magyarországon elsőként alkalmazott korszerű és hatékony mikroanalitikai módszereket (például égetőberendezést) ezek térszerkezetének, összetételének és tisztaságának vizsgálatára. Első jelentős, a fenolétereken végzett kísérletei eredményeként kimutatta a reverzibilis (megfordítható) nitrogén–oxigén-acilvándorlást, vagyis azt a jelenséget, hogy a hidroxil- (—OH) és aminocsoportot (—NH2) tartalmazó vegyületek acilszármazékaiban lúgos közegben az acilcsoport (RCO—) a nitrogén-, savas közegben az oxigénatomhoz kapcsolódik. Ez a felfedezés több, a papaverinalapú görcsoldószereknél hatékonyabb gyógyszerek kifejlesztését tette lehetővé, egyúttal előkészítette a szegedi egyetemen folyó későbbi sztereokémiai vizsgálatokat. A N–O-acilvándorlás hasznosításával az 1940-es évek első felében felismerte az egyetlen lépésből álló, új típusú gyűrűzárási reakciót, a róla elnevezett izokinolinszintézist (Bruckner-reakció), ami elvezette a görcsoldó hatású izokinolinváz szintetizálásához. Ugyanebben az időszakban Kovács Józseffel vizsgálta a Diels–Alder-reakciót (más néven diénszintézist), vagyis a dién és valamely dienofil reagens között lezajló, gyűrűs vegyületet eredményező cikloaddíciós reakciót, s a folyamatot megvalósították aromás rendszereken is. Bruckner 1947-ben elhangzott akadémiai székfoglalóját is e tárgyban tartotta meg (A diénszintézis átvitele aromás rendszerekre). A Szent-Györgyi Albert által felfedezett citrinről (P-vitamin) kimutatta, hogy az voltaképpen két, korábban is ismert flavonoglükozid keveréke, emellett nevéhez fűződik a platánfa kérgéből kinyerhető betulinsav azonosítása is.
Szerves kémiai munkásságának jelentős vonulata volt a természetes poliglutaminsavak vizsgálata. A világon elsőként, Ivánovics Györggyel még 1938-ban izolált és szintetizált poliglutaminsavat, a lépfenebacilus (Bacillus anthracis) tokanyagából. Mikroanalitikai módszerek segítségével ő ismerte fel ezt a polipeptid-vegyületcsoportot, leírta szerkezeti jellemzőit és sikerrel állította elő egyes képviselőit, ezzel megvetette a magyarországi peptidkémiai kutatások alapjait. Később, 1951–1952-ben Kovács Józseffel a poliglutaminsav beható szerkezetvizsgálatát is elvégezték. 1959–1961-ben irányítása alatt sikerült magyar tudósoknak a világon elsőként a peptidhormonok közé tartozó, az agyalapi mirigyben termelődő adrenokortikotrop hormont szintetizálni, azaz laboratóriumi körülmények között előállítani.
A szegedi, de különösen a budapesti egyetemen munkatársaiból és tanítványaiból nemzetközi szinten is elismert szerves kémiai tudományos műhelyt hozott létre. Kutató- és oktatótevékenysége mellett 120 szakcikket publikált, 1942–1949 között a szegedi Acta Chemica et Physica szerkesztője volt. Előadásain alapuló, munkatársai által sajtó alá rendezett egyetemi jegyzetei, köztük – az 1990-es évekig hét kiadást megért és reprintben is kiadott – háromkötetes szerveskémia-tankönyve mindmáig a legteljesebb összefoglalásai e tudományágnak. Német nyelvű tanulmányai többnyire Viktor Bruckner név alatt jelentek meg.

## Társasági tagságai és elismerései
Tudományos eredményei elismeréseként 1946-ban a Magyar Tudományos Akadémia levelező, 1949-ben rendes tagjává választották, 1950–1976 között a szerves kémiai bizottság munkáját elnökölte. 1967-től a hallei Leopoldina Német Természettudományos Akadémia (Deutsche Akademie der Naturforscher Leopoldina) külső tagja volt. 1976-ban az Eötvös Loránd Tudományegyetem díszdoktorává avatták.
Kétszeres Kossuth-díjas tudós: első ízben 1949-ben, majd 1955-ben is átvehette a kitüntetést. 1963-ban a Munka Érdemrend, 1970-ben a Munka Érdemrend aranyfokozata, 1972-ben a Richter Gedeon-, majd az Eötvös Loránd-díj kitüntetettje volt. A diénszintézissel kapcsolatos kutatásaiért 1947-ben a Svéd Kémiai Társaság (Svenska Kemistsamfundet) Scheele-emlékérmét ítélték oda neki.

## Főbb művei
- A lépfene immunsavók serológiai analysise mesterséges azoproteinek segítségével. Budapest: (kiadó nélkül). 1938.   (Ivánovics Györggyel)
- Szerves kémia I–III. Szerk. Kucsman Árpád, Kajtár Márton. Budapest: Tankönyvkiadó. 1952–1965.
- Konstitutionsermittlung des Anthraxpolypeptids und des Subtilis-Polypeptida durch Abbau und Synthese, Zusammenfassender Bericht.  Acta Chimica,   (1957)   363–404. o. (Kovács J.-vel)
- Természetes szénvegyületek. Szerk. Császár János. Budapest: Egyetemi ny. 1973.